# Więzadło krzyżowo-guzowe
Więzadło krzyżowo-guzowe (łac. ligamentum sacrotuberale) – w anatomii człowieka więzadło miednicy, rozpoczynające się wachlarzowatym przyczepem od bocznego brzegu kości krzyżowej i dwóch górnych kręgów guzicznych do tylnego górnego i dolnego kolca biodrowego. W górnej części zazwyczaj jest ściśle połączone z więzadłami krzyżowo-biodrowymi grzbietowymi. Jego włókna ciągną się ku dołowi, do przodu oraz bocznie, by przyczepić się do brzegu przyśrodkowego guza kulszowego. Na powierzchni tylnej więzadła krzyżowo-guzowego przyczepia się mięsień pośladkowy wielki.